# Château de Montcoy
Le château de Montcoy est situé sur la commune de Montcoy en Saône-et-Loire, dans la Bresse chalonnaise.

## Description
La masse de briques roses du château se détache sur la verdure du parc et de la forêt voisine. On pénètre dans une cour d'honneur par un grand pont en pierre à balustrades, au bout duquel deux lions sculptés marquent l'emplacement de l'ancien pont-levis démoli au milieu du XIXe siècle. Les douves subsistent de ce côté, profondes et bordées de parapets, qui épousent les contours de tours disparues.
Construit en brique avec chaînages d'angle harpés et encadrements de baies en pierre de taille, le château comporte un corps principal, de plan rectangulaire allongé, et deux ailes en retour, d'inégale longueur, dont l'étage de comble est éclairé par des lucarnes à fronton-pignon et des œils-de-bœuf sous des toits brisés. Au centre du corps de logis, s'élève un pavillon dont les façades, sur la cour et sur le parc, sont couronnées de grands frontons cintrés. Un pavillon de même type, couronné d'un fronton triangulaire, flanque l'extrémité de l'aile sud, bâtie au XVIIIe siècle. L'aile nord est prolongée par de petits bâtiments, vestiges du château du XVe siècle. Des bandeaux de pierre ornent la base des fenêtres.
La façade occidentale domine une pièce d'eau qui s'étend jusqu'à la forêt. Le tracé irrégulier du parc reprend celui de la forteresse primitive.
Le château est une propriété privée. Il est inscrit à l'Inventaire Supplémentaire des Monuments historiques depuis 1996. Les extérieurs se visitent sur demande.

## Historique
Jusqu'à la fin du XVIIe siècle, le fief change de mains de nombreuses fois.
- 1422 : Antoine de Granges, appartenant à une puissante maison féodale franc-comtoise, est le premier seigneur connu du lieu
- 1443 : Thomas de Grammont (ou Grandmont), dont la famille est issue des barons de Granges, possède le fief
- 1451 : Richard de Dammartin
- du milieu du XVe siècle au milieu du XVIe siècle : maisons de Bauffremont et de Lugny
- 1545 : maison de Montcony
- XVIe siècle : familles des Jours
- 1661 : François de Damas
- 1670 : le précédent vend la seigneurie à Étienne Lantin (1610 - 1681), originaire de Chalon conseiller du roi et maître ordinaire en la Chambre des comptes de Dijon; ce dernier abandonne le château primitif et fait élever le bâtiment central de l'édifice actuel
- XVIIIe siècle : l'arrière-petit-fils du précédent, colonel au régiment d'Enghien, fait ajouter l'aile gauche de la cour d'honneur sur des plans de l'architecte chalonnais Niepce
- 1867 : décès d'Antoine Lantin, dernier baron de Montcoy, à l'âge de 93 ans
- fin XIXe siècle : le petit-fils du précédent, le Père Bernard de Riverieulx de Varax (1842 - 1912), fils de Louis de Riverieulx de Varax (1807 - 1866) et de Nathalie Lantin de Montcoy (1809 - 1877), fait don du domaine à son cousin, Régis de Rivérieulx de Varax (1843 - 1920) dont les descendants possèdent toujours le château.

### Armoiries

Armes des Bauffremont
Armes des Lugny
Armes des Damas
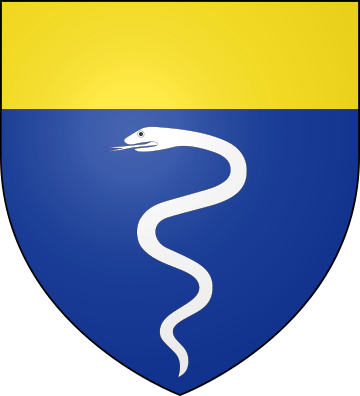
Armes des Lantin de Montcoy
Armes des Varax